# Leszcz (Dąbrówno)
Leszcz (deutsch Heeselicht) und Lescz (Osada) sind ein Dorf mit dazugehöriger Siedlung in der polnischen Woiwodschaft Ermland-Masuren. Sie gehören zur Gmina Dąbrówno (Landgemeinde Gilgenburg) im Powiat Ostródzki (Kreis Osterode in Ostpreußen).

## Geographische Lage
Leszcz liegt am Ostufer des Großen Damerau-Sees (polnisch Jezioro Dąbrowa Wielka) im Südwesten der Woiwodschaft Ermland-Masuren, 32 Kilometer südlich der Kreisstadt Ostróda (deutsch Osterode in Ostpreußen).

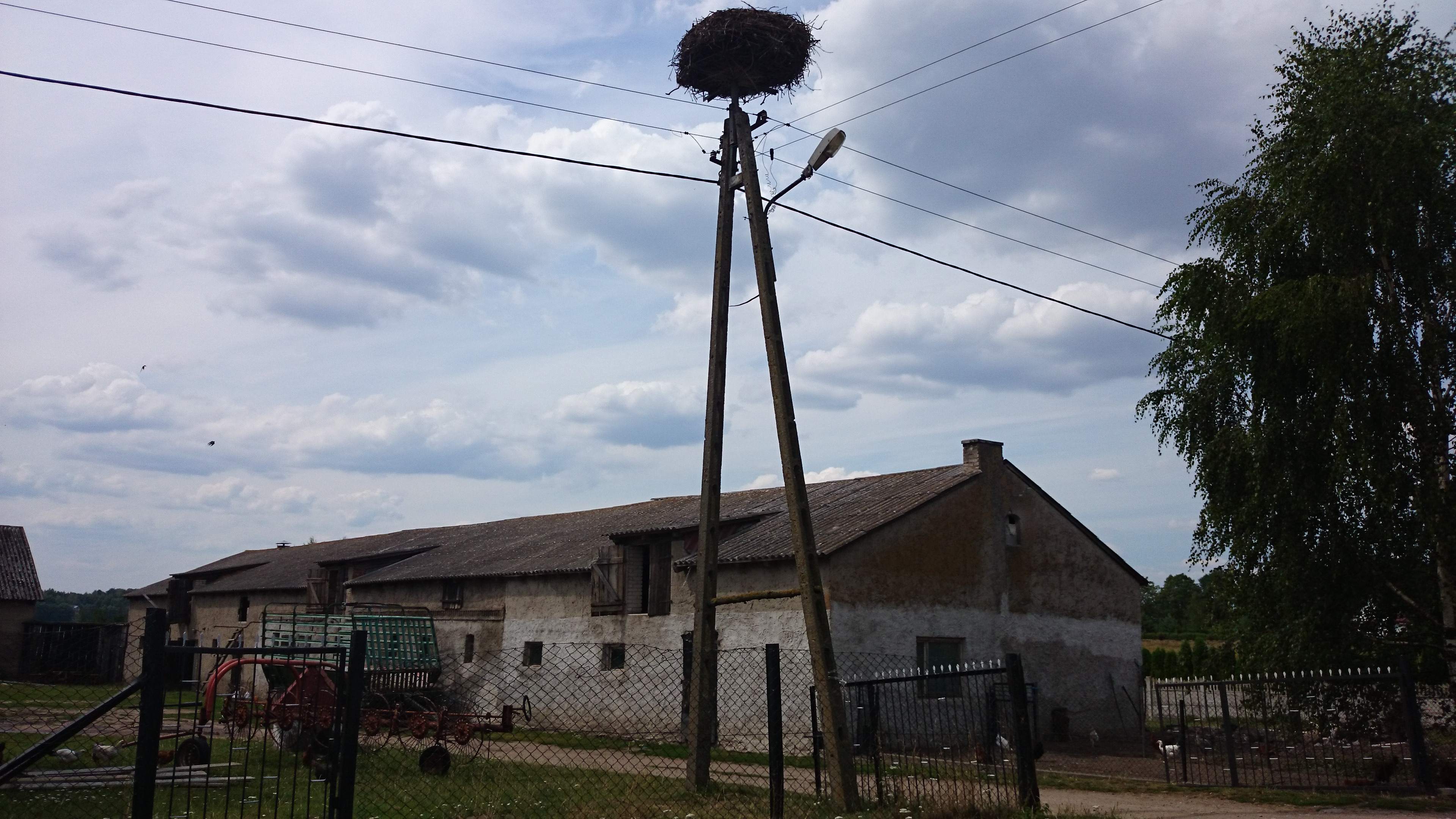
Anwesen mit Storchennest in Leszcz

|  |

## Geschichte

### Ortsgeschichte
Im Jahre 1321 wurde dem Peter von Heselicht Land im Umfang von etwa 16,5 Hektar verliehen, woraus ein Gutsort und Kirchdorf  – anfangs noch Heselicht genannt – mit zwei Vorwerken entstand. Am 7. Mai 1874 wurde Heeselicht Amtsdorf und damit namensgebend für einen Amtsbezirk im Kreis Osterode in Ostpreußen im Regierungsbezirk Königsberg (ab 1905: Regierungsbezirk Allenstein) in der preußischen Provinz Ostpreußen.
Im Jahre 1910 waren in Heeselicht 287 Einwohner registriert, von denen 137 zur Landgemeinde und 150 zum Gutsbezirk Heeselicht gehörten. Am 30. September 1928 wurde der Gutsbezirk Heeselicht in die Landgemeinde eingegliedert. Die Zahl der Einwohner belief sich 1933 insgesamt auf 271 und 1939 auf 243.
Als 1945 in Kriegsfolge das gesamte südliche Ostpreußen an Polen überstellt werden musste, war auch Heeselicht davon betroffen. Das Dorf erhielt die polnische Namensform „Leszcz“ und ist heute mit der dann ausgegliederten „Osada Leszcz“ eine Ortschaft im Verbund der Gmina Dąbrówno (Landgemeinde Gilgenburg) im Powiat Ostródzki (Kreis Osterode in Ostpreußen), bis 1998 der Woiwodschaft Olsztyn, seither der Woiwodschaft Ermland-Masuren zugehörig.
In Leszcz (Osada) war mehrere Jahrzehnte ein Państwowe gospodarstwo rolne (Staatlicher Landwirtschaftsbetrieb, vergleichbar mit einer Landwirtschaftlichen Produktionsgenossenschaft der DDR)  eingezogen.

### Amtsbezirk Heeselicht (1874–1945)
Zum Amtsbezirk Heeselicht gehörten anfangs sechs Orte, am Ende waren es noch drei:
| Deutscher Name  | Geänderter Name 1938 bis 1945 | Polnischer Name | Anmerkungen                                       |
| --------------- | ----------------------------- | --------------- | ------------------------------------------------- |
| Heeselicht (LG) |                               | Leszcz          |                                                   |
| Heeselicht (GB) |                               |                 | 1928 in die Landgemeinde Heeselicht eingegliedert |
| Jankowitz (LG)  | Sassendorf (Ostpr.)           | Jankowice       |                                                   |
| Jankowitz (GB)  |                               |                 | 1928 in die Landgemeinde Jankowitz eingegliedert  |
| Ostrowitt (LG)  | Osterwitt                     | Ostrowite       |                                                   |
| Ostrowitt (GB)  |                               |                 | 1928 in die Landgemeinde Ostrowitt eingegliedert  |

### Gut Heeselicht
Das Gut Heeselicht, malerisch auf der Halbinsel im Großen Damerau-See (Jezioro Dąbrowa Wielka) gelegen, entstand im 14. Jahrhundert. Um 1400 war Hans von Baysen (polnisch Jan Bażyński) Eigentümer, später übernahmen es die Grafen Finck von Finckenstein. Als das Gut insolvent wurde und zur Vertsiegerung kam, erhielt es der Oberförster Karl Christoph Weidig. In den 1920er Jahren hatte das Gut eine Größe von etwa 600 Hektar und besaß eine eigene Brennerei.
Das noch erhaltene Gutshaus wurde in der zweiten Hälfte des 19. Jahrhunderts errichtet. Der waldreiche Gutspark umfasste einst fast die ganze Halbinsel. Heute ist das Anwesen in Privatbesitz.

## Kirche

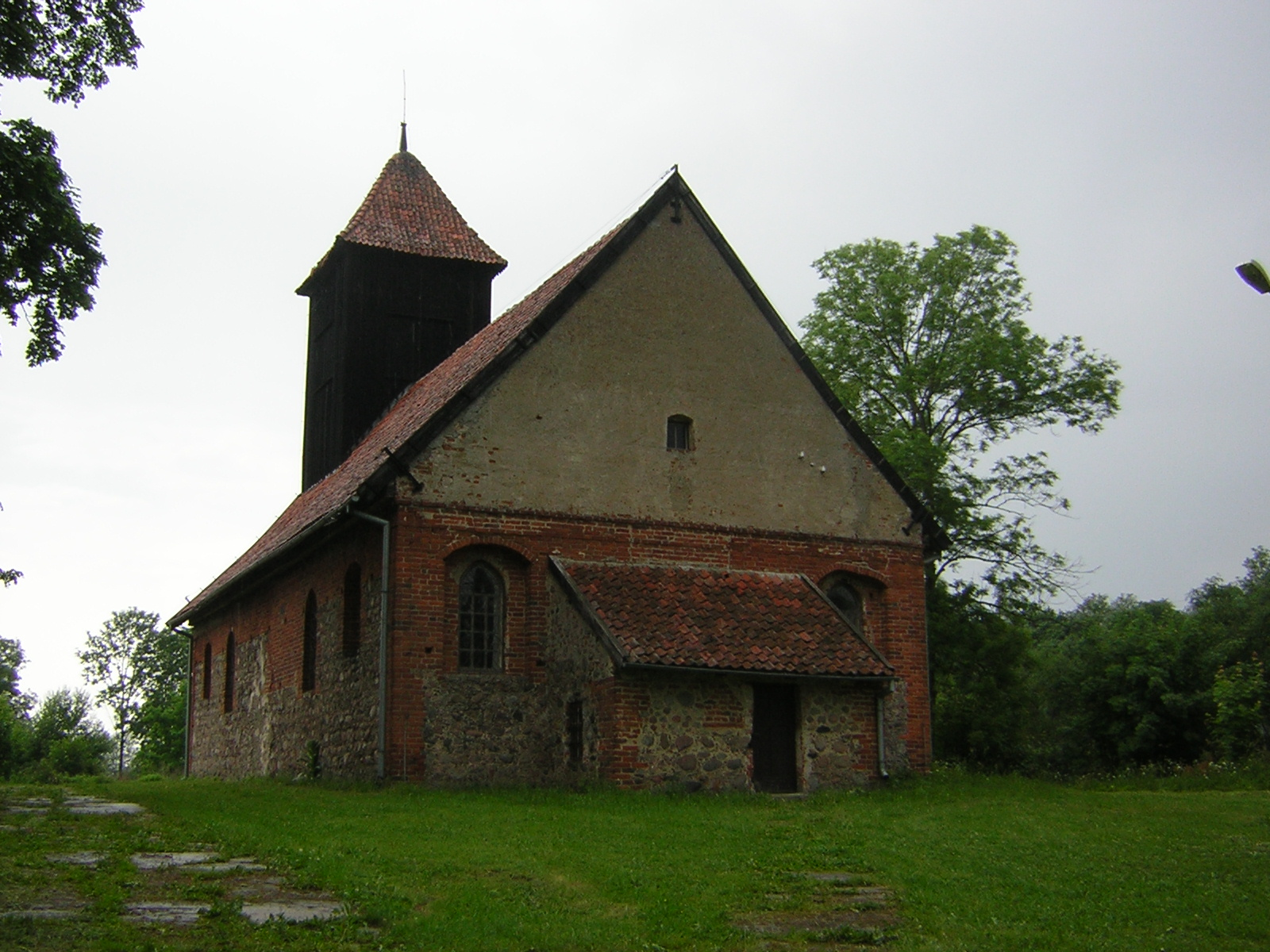
Die gotische Kirche in Leszcz

Die Kirche in Leszcz stammt aus der Ordenszeit und dürfte in der ersten Hälfte des 14. Jahrhunderts errichtet worden sein. Es handelt sich um einen schlichten Ziegelbau auf Feldsteinfundamenten, mehrfach umgebaut und seit 1828 mit einem hölzernen Dachturm. Reste der alten Bemalung an der Holzdecke blieben erhalten.
Bis 1945 diente die Kirche den evangelischen Bewohnern im Kirchspiel Heeselicht als Gotteshaus. Nach 1945 übernahm es die römisch-katholische Kirche, die es der Hl. Dreifaltigkeit („St.- Trinitatis-Kirche“) weihte.
Heeselicht war vor 1945 eine mit Gilgenburg vereinigte evangelische Kirchengemeinde. Sitz des Pfarrers war die Stadt Gilgenburg. Die evangelischen Einwohner von Leszcz und Leszcz (Osada) gehören jetzt zur Kirche in Gardyny ((Groß) Gardienen), einer Filialkirche der Heilig-Kreuz-Kirche Nidzica (Neidenburg). Seit dem Kriege ist Leszcz eine römisch-katholische Filialgemeinde von Dąbrówno, zuvor waren sie in die Pfarrei Gilgenburg eingebunden.

## Verkehr
Leszcz liegt an einer Nebenstraße, die die Woiwodschaftsstraße 542 bei Kalbornia (Kahlborn) mit der Schnellstraße S 7 und Europastraße 77 bei Rączki (Hornheim) verbindet. Eine Anbindung an den Bahnverkehr besteht nicht.

## Persönlichkeit

### Mit dem Ort verbunden
- Hans von Baysen (etwa 1390–1459), preußischer Ritter, Staatsmann, Gouverneur von Königlich Preußen, war Eigentümer des Guts Heeselicht